# Ченцов, Владимир Терентьевич
Владимир Терентьевич Ченцов (9 августа 1936, Ойрот-Тура — 9 января 2008, Томск) — советский футболист, полузащитник и нападающий, футбольный тренер. Мастер спорта СССР.

## Биография
Воспитанник горно-алтайского футбола. В Томск переехал в середине 1950-х годов, поступив вслед за братом Анатолием в Томский транспортный институт.
С 1957 года, после появления в Томске футбольной команды мастеров, стал выступать за неё. Команда в этот период носила названия «Буревестник», «Томич», «Сибэлектромотор» (ныне — «Томь»). За пять сезонов в составе клуба провёл более 100 матчей. Участник матча 1/8 финала Кубка СССР против московского «Торпедо».
В 1962 году вместе с братом перешёл в «Кайрат». Дебютный матч в высшей лиге сыграл 13 мая 1962 года против ереванского «Спартака», заменив в ходе матча Владимира Скулкина, а свой первый гол забил 23 июня 1962 года в ворота «Молдовы». В 1963 году получил травму, после восстановления не смог полноценно вернуться в основной состав и в конце 1963 года покинул команду. За два сезона в «Кайрате» сыграл в высшей лиге 32 матча и забил 4 гола.
С 1964 года снова выступал за томский клуб, носивший теперь название «Торпедо», был капитаном команды. Всего в 1957—1961 и 1964—1967 годах сыграл за томичей 253 матча и забил 42 гола в первенствах страны, а во всех турнирах — 265 матчей и 43 гола.
В 1968 году по приглашению бывшего тренера томичей Альфреда Тер-Маркарова перешёл в «Шахтёр» (Прокопьевск), где провёл один сезон в качестве игрока, затем вошёл в тренерский штаб, а в 1970 году работал главным тренером.
В 1971 году вернулся в Томск и несколько лет работал в местной команде («Томлес», «Торпедо») тренером и начальником. Затем тренировал городские коллективы физкультуры. Выступал за команды ветеранов.
Скончался в Томске 9 января 2008 года на 72-м году жизни, похоронен там же.

## Личная жизнь
Брат Анатолий (1934—2006) тоже был футболистом. На протяжении многих лет братья выступали вместе в томском клубе и в «Кайрате».